# José Pereira Filgueiras
José Pereira Filgueiras (Bahia, 1758 — São Romão, 26 de fevereiro de 1825) foi um militar e proprietário de terras brasileiro.
Lutou contra a Revolução Pernambucana de 1817. Após a Proclamação da Independência do Brasil, combateu tropas que queriam se manter leais a Portugal, ajudando a depor o governo legal do Ceará e tornou-se o Governador das armas deste estado. Em 1823, juntou-se à Confederação do Equador.

## Biografia
Filho do Tenente José Quezado Filgueiras Lima (nascido na Freguesia de Perre, concelho de Viana do Castelo, arcebispado de Braga, Portugal, que emigrou para o Brasil em 1753), e da baiana da freguesia de Nossa Senhora da Oliveira dos Campos, de Santo Amaro (BA),  Maria Pereira de Castro, mudou-se com os pais e irmãos  da Freguesia de Nossa Senhora dos Campos, Bahia,  para o Cariri Cearense, aos cinco anos de idade.[carece de fontes?]
Filgueiras foi eleito capitão-mor da Vila Real do Crato em maio de 1799, substituindo o primeiro capitão-mor, Arnaud de Holanda Cavalcanti. Casou-se, em primeiras núpcias, com Joaquina Maria Parente, filha do mestre de campo  Manoel Gonçalves Parente, nascido na Freguesia de Santa Marta de Portuzelo, concelho de Viana do Castelo, arcebispado de Braga, em 1803, quando passou a residir no Sítio São Paulo, herança do sogro, em Barbalha-CE. Por volta de 1808, casou-se com sua segunda esposa, Maria de Castro Caldas, descendente de Leonor dos Montes Pereira, também chamada Vitória Leonor dos Montes, esposa de Gaspar de Souza Barbalho e irmã do coronel Francisco de Montes e Silva. A família Montes do Cariri descende de 5 irmãos espanhóis que vieram perseguidos pela inquisição no século XVII.[carece de fontes?]
Uma grande seca gerou instabilidade e a rivalidade com o sargento-mor José Alexandre Correia Arnaud, causando a morte de um sobrinho, Joaquim Inácio Cardoso dos Santos, em 1810, no sítio Cantagalo, em Missão Nova, quando o capitão-mor José Pereira Filgueiras,  ao ver o sobrinho ser assassinado por tentar soltar as amarras do cunhado Gonçalo de Oliveira Rocha, que vinha preso pelas tropas de Francisco Calado, estando desarmado, toma o bacamarte do sobrinho morto, dispara contra o assassino do mesmo e ainda mata mais dois da escolta com o coice da arma. Para se defender e a Gonçalo, teve que matar. Ainda perguntou: "Não há mais quem queira morrer?" [carece de fontes?]
A disputa entre o sargento-mor José Alexandre Correia Arnaud e o capitão-mor José Pereira Filgueiras, este apoiado pelo governador, Manuel Inácio de Sampaio, foi ferrenha, até que, em 1814, o sargento-mor José Alexandre Correa Arnaud conseguiu da corte no Rio de Janeiro a criação da vila de Jardim, com metade da jurisdição da região do Cariri, sendo nomeado como o primeiro capitão-mor da vila , em 1816, mas morre antes de assumir a função.[carece de fontes?]
Durante a Revolução Pernambucana, em 1817, foi mandado como espião ao Cariri o subdiácono José Martiniano de Alencar, filho da heroína do Ceará, Bárbara de Alencar, irmão de Tristão de Alencar Araripe e pai do escritor José de Alencar. Acompanhado por Miguel Joaquim Cesar, o jovem seminarista entrou em contato com o capitão-mor da vila do Crato, José Pereira Filgueiras, considerado pela população a figura de maior importância política e militar da região do Cariri cearense.[carece de fontes?]
O capitão-mor, sem compreender nem aceitar os motivos e as ideias republicanas dos rebeldes, recusou-se a participar da empresa, mas prometeu não interferir. Confiantes, os revolucionários reuniram-se para planejar o levante no Crato, instaurado no dia 3 de maio. Após ordens do governador da província do Ceará, Manuel Inácio de Sampaio, os militares comandados por Filgueiras, decidem fazer a contrarrevolução e prender os envolvidos, o que ocorreu no dia 11 de maio. Os principais envolvidos foram enviados presos para Fortaleza, depois para os cárceres de Recife e da Bahia, de onde foram libertados a partir das Cartas Régias de 1819 e de 1821.

## Batalha do Jenipapo
Com a proclamação da independência, os portugueses tentaram em vão retomar o norte da colônia. A Vila de São João da Parnaíba apressou-se a aderir a esta e tornou-se alvo de uma tropa portuguesa.
Em 1823, partiu do Cariri cearense, uma tropa de cerca de 2000 homens, liderada pelo Comandante Filgueiras , que recebeu reforços em Jardim e outras vilas, para combater tropas piauienses que se mantinham fiéis a Portugal.
O “incrível exército de Filgueiras” era composto por jagunços, camponeses, índios e escravos armados com bacamartes, espadas e facas peixeiras; do lado português, uma pequena tropa de soldados profissionais bem armados e treinados, vindos do Maranhão e comandados pelo major João José da Cunha Fidié. A luta prometia ser dura, mas, após a primeira salva de canhões, a jagunçada debandou. Cercado e sem apoio Fidié capitulou, entregando armas em troca de salvo conduto.
No final de julho de 1823, o comandante das armas, José Pereira Filgueiras, apelidado de “Napoleão das Matas”, voltou para Barbalha (CE), após libertar o Piauí e Maranhão do jugo português, juntamente com suas tropas.
No final desse mesmo ano, comandou tropas cearenses no movimento da Confederação das Províncias Unidas do Equador.

## Movimento da Confederação do Equador
A Constituição do Império foi muito centralizadora, o que provocou a Confederação do Equador, proclamada pelo governo provisório de Pernambuco, em julho de 1824. Tristão Gonçalves de Araripe, José Martiniano de Alencar e José Pereira Filgueiras, reconciliados, aderiram à  Confederação. Tristão foi nomeado presidente, e Filgueiras, comandante das armas.
Com a derrota do movimento, em Recife, os dois partiram para o interior com o objetivo de reunir suas tropas e ainda vencer o inimigo. Porém, Tristão foi morto pelos próprios soldados no povoado de Santa Rosa. Fuzilado, teve a mão cortada e seu cadáver apedrejado.  Filgueiras, para evitar maiores danos à sua tropa já esgotada, se entregou e foi conduzido para a Capital do Império, a fim de ter uma conversa com o Imperador, onde segundo a versão oficial, veio a falecer de febre palustre ao chegar na vila de São Romão, no Norte mineiro.A verdade é que José Pereira  Filgueiras conseguiu se livrar das tropas que o conduziam preso e, com a ajuda de seu filho,  fugiu  para o Centro-Oeste mineiro, onde veio a falecer nas imediações da sua Fazenda Perdigão, em 1830. 

Após sua morte, um de seus oficiais, Joaquim Pinto Madeira, assumiu o controle político e militar da região do Cariri . Alguns de seus parentes como o bisneto Antônio Correia Sampaio, o "Totonho Filgueiras", Romão Pereira Filgueira Sampaio e Chico Chicote se destacaram na história regional do interior do Ceará e Pernambuco até início do Século XX.